# Camellia huana
Camellia huana är en tvåhjärtbladig växtart som beskrevs av T.L. Ming och W. J. Zhang. Camellia huana ingår i släktet Camellia och familjen Theaceae. Inga underarter finns listade i Catalogue of Life.